# Schloss Pottendorf

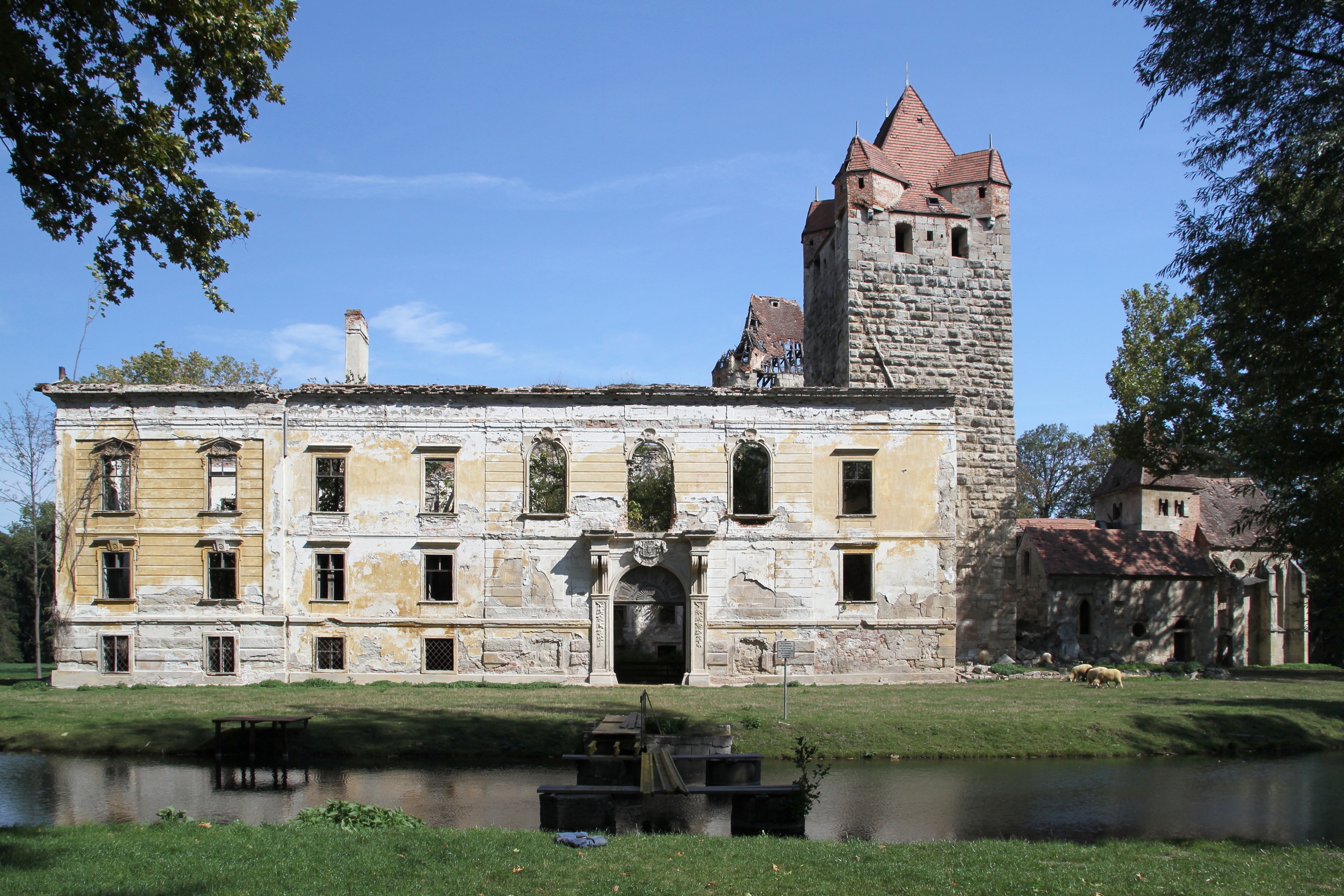
Pottendorfer Schloss im September 2011 – ein Schloss, das dem Verfall preisgegeben ist.

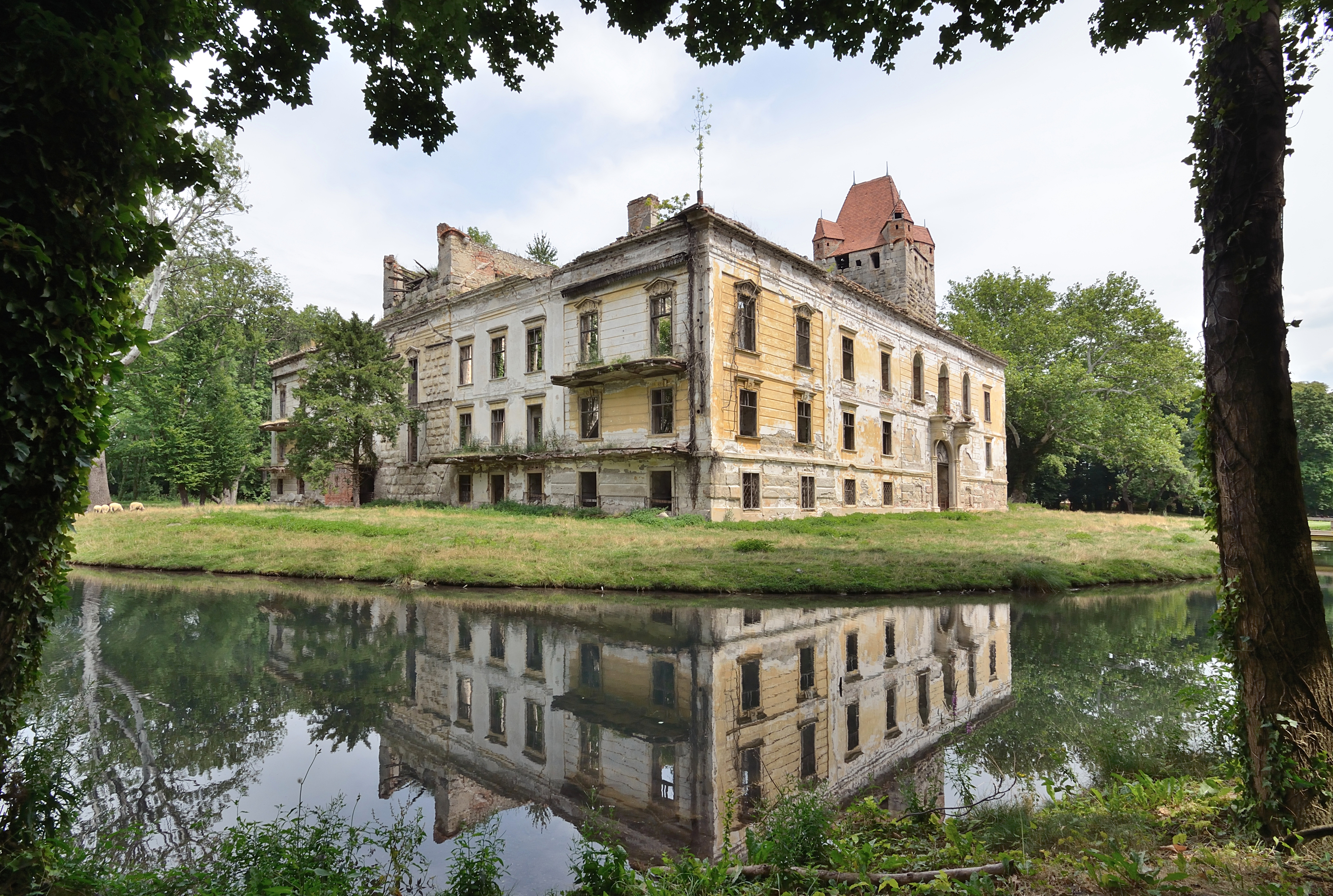
Nordwestecke des Schlosses

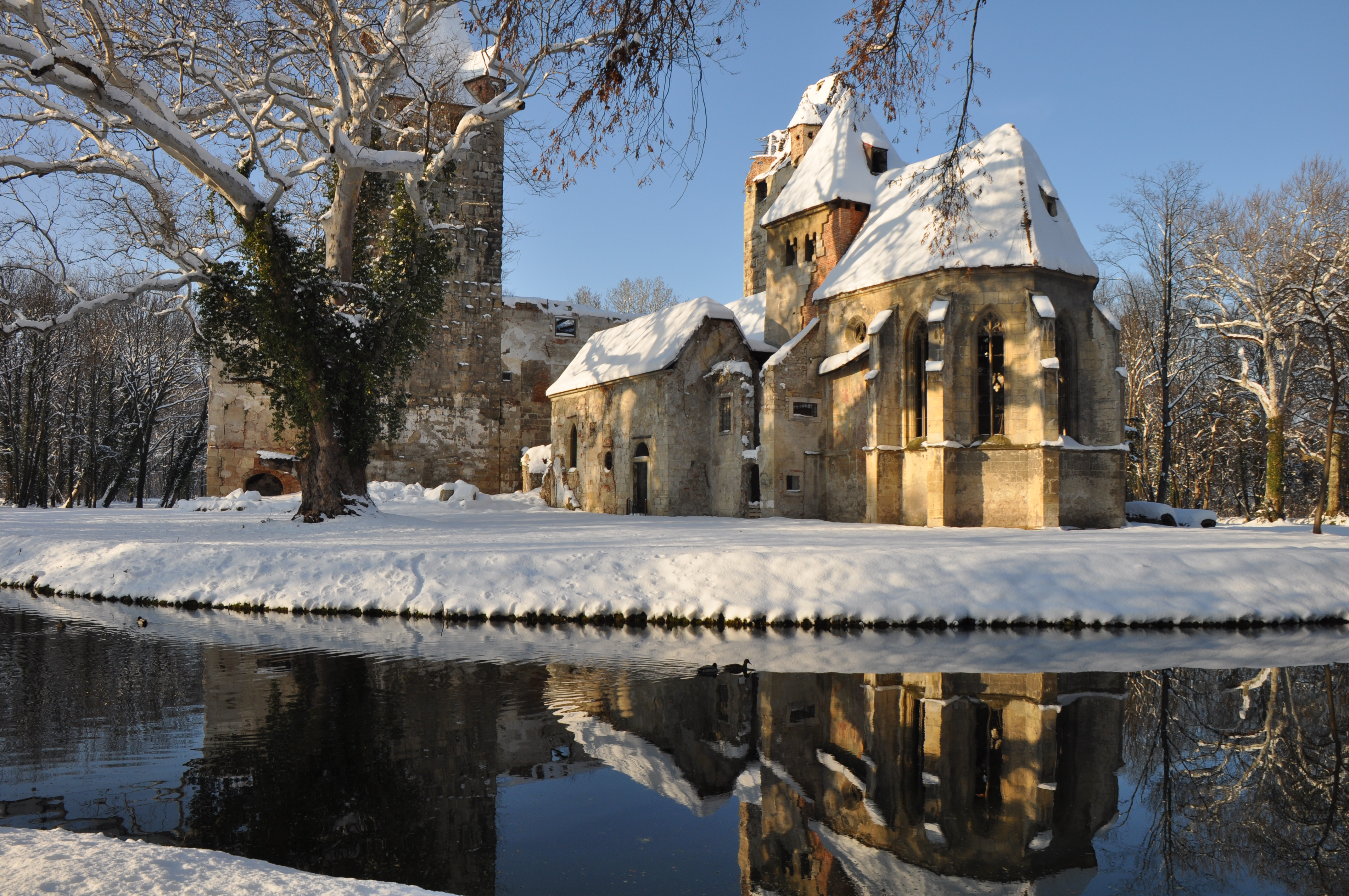
Schlosskapelle Pottendorf

Schloss Pottendorf war ein bis nach 1945 bedeutendes Wasserschloss in der niederösterreichischen Gemeinde Pottendorf.
Das Schloss Pottendorf wurde 1130 erstmals urkundlich mit Rudolf von Pottendorf erwähnt und dürfte kurz vorher erbaut worden sein. Es ist heute weitgehend ruinös, obwohl es samt Kapelle und Parkanlagen unter Denkmalschutz steht.

## Geschichte

### Frühgeschichte
Um 1100 errichtete ein Geschlecht, das sich Herren von Pottendorf nannte, hier eine Wasserburg.
Als die Familie mit Friedrich IV. von Pottendorf 1488 ausstarb, fiel die Herrschaft an den Landesfürsten Kaiser Friedrich III. zurück.
1490 eroberten ungarische Truppen unter König Matthias Corvinus vorübergehend das Schloss.
Kaiser Maximilian I. übergab Pottendorf 1495 an die Brüder Heinrich und Sigismund von Prüschenk, den späteren Grafen von Hardegg.
Nach mehreren Besitzerwechseln war Pottendorf von 1670 bis 1702 kaiserlicher Kammerbesitz.
Danach besaßen die Starhemberger genau 100 Jahre lang das Schloss, bevor sie es 1802 an die Familie Esterházy verkauften.

### Ursprüngliche Nutzung
Die ursprünglich romanische Anlage wurde gotisch und dann vor allem barock überformt, die zunächst freistehende, im Wesentlichen spätgotische Kapelle wurde 1519 mit dem Hauptbau verbunden. Das dreistöckige Wasserschloss wies einen nahezu quadratischen Hof auf. 1737–38 kam es zur Einbeziehung der beiden mächtigen romanischen Ecktürme und des Torturms aus dem 13. Jahrhundert. Über dem Rundbogenportal sieht man bis heute das Wappen der langjährigen Besitzerfamilie Esterházy. Von dem einst prachtvollen Schloss existiert ein Stich von Georg Matthäus Vischer.
Der Schlosspark wird von der Fischa durchflossen. Er war einst einer der bedeutendsten Landschaftsgärten in Niederösterreich.

### Verfall
Das Schloss, das die Türkenkriege unbeschädigt überstanden hatte, diente im Zweiten Weltkrieg als Lazarett der deutschen Luftwaffe und danach in gleicher Funktion der russischen Besatzungsmacht. Es erhielt 1944 einen an sich kleineren Bombentreffer, der aber für den darauf folgenden Verfall durch Plünderungen und Devastierung Auslöserwirkung gehabt haben dürfte. Mit entscheidend dürfte eine Unfalltragödie in der Besitzerfamilie gewesen sein, die das Schloss 1955 zurückerhielt, dem gefährdeten Gebäudekomplex in der Folge aber keine größere Aufmerksamkeit schenkte. 1967 kam es zwar noch zur Neueindeckung der Türme und der Kapelle durch Schwiegersohn Manfred Schönborn, bald danach stürzte aber der Dachstuhl des Wohntraktes ein, das Schloss wurde dem Verfall preisgegeben.
Bis 2006 war der Park völlig verwildert und daher gesperrt. Die Dächer des Schlosses sind eingebrochen. Auch die Kapelle war weitgehend zerstört. Am 1. September 2018 wurde die renovierte Kapelle feierlich eröffnet, der Altar der Kapelle sollte im Frühjahr 2019 zurückkehren, er befindet sich bis dato in der Burg Forchtenstein.
Der Park wurde 1979 zum Naturdenkmal erklärt (NDM BN-090 Schlosspark-Pottendorf, 19 ha). Er wird auch im Denkmalschutzgesetz genannt (Nr. 18 im Anhang zu § 1 Abs. 12 DMSG), und 2014 in die Denkmalliste aufgenommen. Eine Besonderheit ist die uralte Linde südöstlich des Schlosses (Naturdenkmal NDM BN-004 Linde (Bildbaum), 1928 unter Schutz gestellt).

### Revitalisierung
2006 erwarb die Gemeinde Pottendorf Ruine und Schlosspark von Katalin Landon, geb. Esterházy. Die Kaufsumme für den 211.000 m² großen Park samt Schlossruine, Mühle und Jägerhaus betrug nach Medienberichten 600.000 Euro. Eine Nebenvereinbarung beinhaltet eine Abschlagszahlung an die Verkäuferin, falls in den nächsten 25 Jahren die Gemeinde Teile des Schlossparks in Bauland umwidmen sollte.

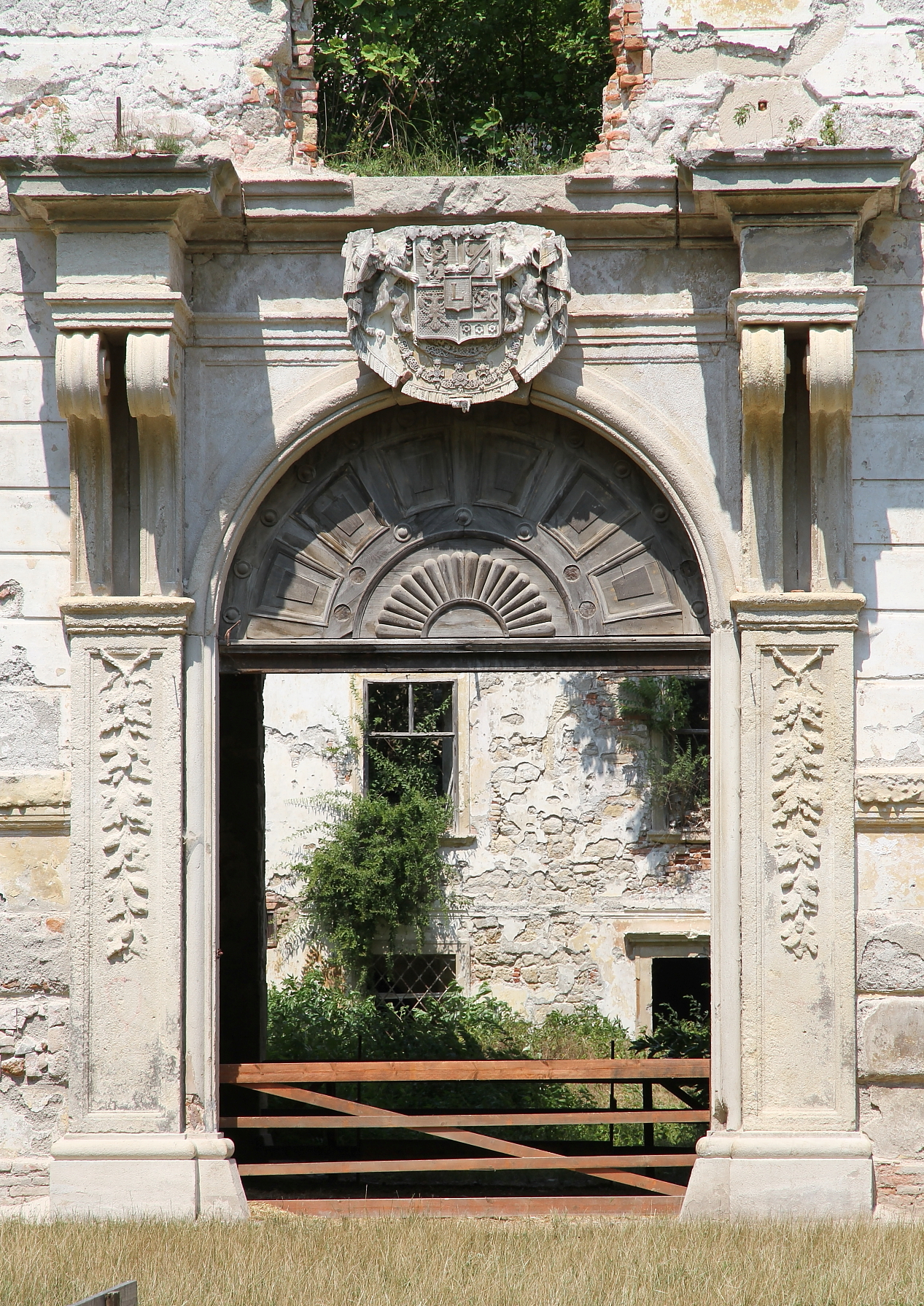
Portal der Schlossruine (2011)

Nachdem die Gemeinde den Park erwerben konnte, wurde ein Sanierungskonzept entworfen und mit Unterstützung aller dafür notwendigen Behörden umgesetzt. Der Park ist mit Rücksicht auf Natur- und Denkmalschutz ab 2008 behutsam revitalisiert worden, so dass er am 15. August 2009 wieder der Öffentlichkeit zugänglich gemacht werden konnte. Die Eröffnung fand unter großer Anteilnahme der Bevölkerung statt (geschätzt mehr als 1000 Besucher). Auch der Teil jenseits der Fischa soll nach Möglichkeit saniert werden, 2014 wurde eine Machbarkeitsstudie erarbeitet.
Die Zukunft des Schlosses selbst ist noch ungewiss, die Schlossinsel ist bis heute nicht zu betreten. Bei der Gartensanierung wurde der Bau aber zumindest von Bewuchs freigestellt, so dass er seine gartenarchitektonische Wirkung wieder erfüllt. Im Weiteren ist geplant, die beiden baufälligen Schlosstürme zu renovieren und eventuell eine Aussichtsplattform einzurichten.
Seit Anfang Juli 2021 befindet sich im Schlosspark Pottendorf ein Rundweg mit zwölf Informationstafeln, die in kompakter Form die Geschichte des Parks und des Schlosses vermitteln.